# 霍比-埃伯利望远镜

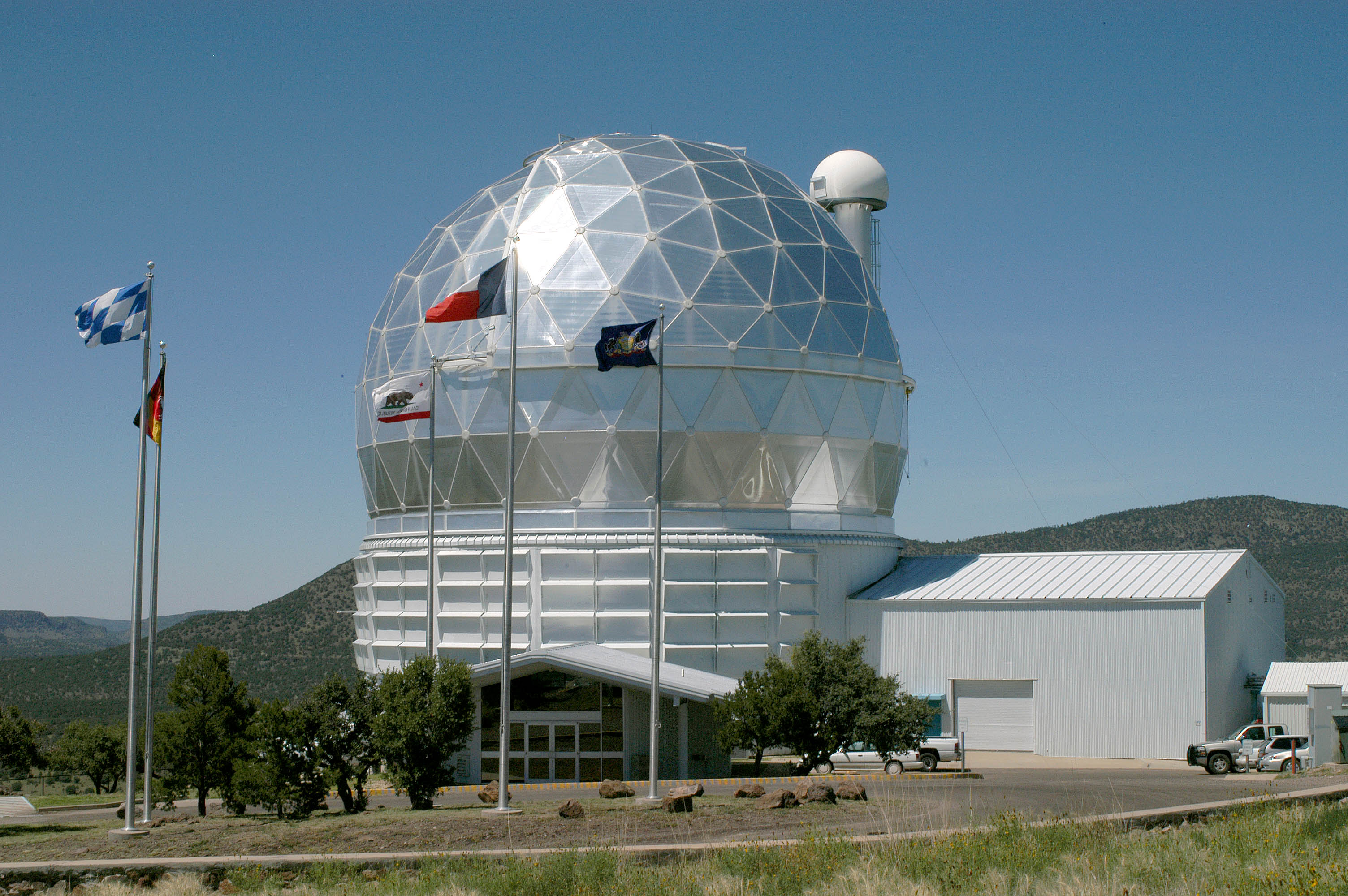
霍比-埃伯利望远镜观测室外观

著名光学望远镜主镜面积比较，点选影像可看大图。

30°40′53.2″N 104°00′53.0″W / 30.681444°N 104.014722°W
霍比-埃伯利望远镜（Hobby-Eberly Telescope，缩写为）位于美国德克萨斯州的麦克唐纳天文台，口径为9.2米，是为光谱研究而设计的固定机架球面望远镜。霍比-埃伯利望远镜主镜为11米乘12米的六边形球面，等效口径9.2米，焦距13.08米，集光面积77.6平方米，由91块六边形的子镜面拼接而成，每个子镜面直径1米，厚5厘米，用零膨胀微晶玻璃制成。2015年改良後，等效口徑為10米
望远镜机械结构与地面的夹角是55度，观测过程中主镜固定不动，通过移动安装焦平面上的终端设备对天体进行跟踪。望远镜的主焦点进行成像和低分辨率光谱观测，用光纤将光引导至望远镜下面的中高分辨率光谱仪上。跟踪视场12度，可观测的天空范围是赤纬-10度20分到+70度40分，最长跟踪时间从45分钟到2.5小时不等。为校正主镜重力造成的形变，望远镜安装有主动支撑系统，镜面下方有273个促动器上，每个子镜面下装有3个。望远镜圆顶直径25.8米，高30.34米，圆顶南方有一个高度为27.3米的塔形建筑物，用于调整主镜的曲率中心。
霍比-埃伯利望远镜是美国的德州大学奥斯汀分校、宾夕法尼亚州立大学、斯坦福大学、德国的慕尼黑大学、哥廷根大学联合研制的，由麦克唐纳天文台管理和操作，主体部分造价是1350万美元。于1996年建成并投入使用，位于德克萨斯州的福尔基斯山，海拔2026米。由于该望远镜具有极高的性价比，南非仿造了一台口径9.1米的望远镜，称为南非大望远镜，安装在南非苏热尔兰德的南非天文台。